# Фаблио
Фаблио́, фабльо́ (от лат. fabula «басня; рассказ») — один из жанров французской городской литературы XII — начала XIV в. Это небольшие стихотворные новеллы, целью которых было развлекать и поучать слушателей, поэтому грубоватый юмор соседствует в фаблио с моральным поучением. Авторами фаблио были люди различного социального положения, клирики, но главным образом жонглёры.
Фаблио отличает тематическое разнообразие: значительную группу образуют рассказы, разоблачающие жадность, лицемерие церковников («Завещание осла»), в другой группе с большой симпатией и сочувствием показана жизнь простых людей, полная лишений, прославляется их ум, смекалка («Тытам», «О бедном торговце»). В фаблио широко отображена жизнь Франции XII—XIII вв.: быт и нравы города, жизнь рыцарского замка и деревни.
Главные герои фаблио: ловкий крестьянин или горожанин, жадный купец, представители духовенства, плутоватый судья, хитрая жена и др. Занимательность сюжетов фаблио обеспечила им популярность среди всех сословий французского общества. Многие сюжеты фаблио использовали в своих произведениях писатели последующих эпох (Дж. Боккаччо, Ф.Рабле, Мольер, Ж.Лафонтен и др.)

## Своеобразие
В этом заключается отличие фаблио от других родственных форм: от ди — рассказов вообще разного содержания, от романов — отличавшихся большей продолжительностью и сложностью содержания, от песен — которые пелись, от лэ — рассказов с сентиментальным и во всяком случае с более возвышенным характером, часто с примесью фантастики. Впрочем, границы между жанрами в Средние века были нечёткими, и термины lai, fabliau, fable и exemple были взаимозаменяемы.
Первый крупный исследователь фаблио, Бедье, насчитывал всего около 150 фаблио. Современные медиевисты сократили это число до 140, причем из них лишь приблизительно шесть десятков названы «фаблио» самими авторами. Все они написаны в эпоху между 1159 и 1340 годами, преимущественно в северных провинциях — Пикардии, Артуа и Фландрии. Некоторые фаблио по своему материалу непосредственно связаны с латинскими exempla и животной басней (fable), которая в рукописях также иногда именуется fabliau.
Традицию фаблио уже в XV веке завершают анонимные «Пятнадцать радостей брака» и «Суды Любви» Марциала Овернского. Фаблио и роман развивались одновременно. По форме фаблио и поэзия трубадуров совпадают, но содержание все-таки имеют разное. Можно выделить по крайней мере два отличия фаблио от других жанров того времени. Во-первых, меняется место действия и герои. Действие развивается в самой обычной городской обстановке. Герои, как правило, всегда ремесленники, крестьяне (виллан — крестьянин) и горожане. Часто действие происходит в сельской обстановке, может иметь место и в замках феодалов. Во-вторых, средневековые романы полны фантастическими сценами и возвышенными чувствами; в фаблио же обыкновенный повседневный быт, а главный герой — простолюдин. На смену возвышенности и экзальтированности приходит юмор, непристойные шутки. Значительная часть фаблио посвящена осмеиванию феодалов и рыцарей, которые вели праздную жизнь. В основе сюжета всегда лежит анекдотический случай. Часто встречается мотив женской неверности, хитрости. Женская измена присутствует там, где высмеивают феодалов. Но, тем не менее, авторы некоторых фаблио прославляют женщин, создавая образ благородной женщины («Кошель ума», «О сером в яблоках коне»). Рыцарский идеал не принимается фаблио. Новый идеал — горожанин или крестьянин, обладающий практическим умом, предприимчивостью, хитростью и сметливостью. Фаблио имеет антицерковный характер. К лицам церковного звания относились с большим юмором («Завещание осла»).

## Изучение
Пионером изучения жанра фаблио стал известный эрудит граф Кейлюс, прочитавший в 1746 году на заседании Академии надписей и изящной словесности небольшой «Мемуар о фаблио» (опубликован в 1753 году в трудах той же Академии). Кейлюс продемонстрировал знание рукописей и дал определение жанра («стихотворение, содержащее живой и изящный рассказ о каком-либо вымышленном событии, небольшое, но обладающее острой интригой, раскрытой достаточно подробно, увлекательное или забавное, цель которого — критикуя, поучать или развлекать»), повторявшееся в неизменном виде до середины XIX века.

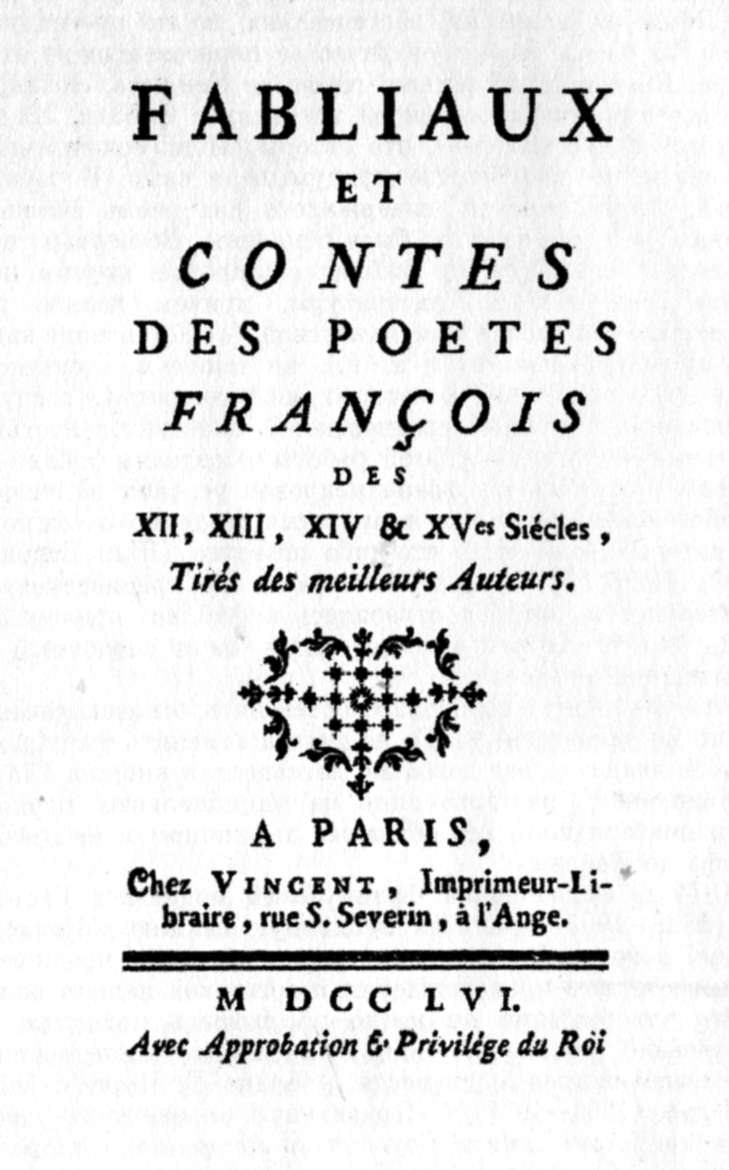
Издание Барбазана (титульный лист)

В 1756 году библиотекарь Этьен Барбазан выпустил трёхтомный сборник фаблио и близких к ним средневековых повествовательных произведений, а в 1760 — французский стихотворный перевод «Наставления клирику» Петра Альфонсы. В 1808 году эти четыре тома были переизданы в сильно расширенном виде библиотекарем Домиником-Мартеном Меоном, а в 1823 году Меон выпустил два дополнительных тома. В 1878—1890 годах вышел шеститомник, подготовленный Анатолем де Монтеглоном и Гастоном Рейно. Это капитальное издание остаётся незаменимым и по сей день.
Благодаря этому изданию Жозеф Бедье смог написать обширный труд о фаблио. Правда, на две трети его труд был посвящён критике публичной лекции Гастона Париса (1874), в которой в соответствии с модной тогда теорией «индионизма», выводившей все бродячие сюжеты из Индии, утверждалось восточное происхождение фаблио. Однако в работе Бедье дана краткая история жанра, классифицируются входящие в него памятники, определяется место фаблио в литературе того времени. Определение фаблио, данное Бедье, очень краткое («весёлые истории в стихах»), на самом деле очень содержательно — Бедье уточняет, что «истории» это то, что рассказывается, а не поётся, и что не очень велико по размеру, а «весёлые» исключают повествования назидательные и любовные. Это определение с оговорками принято и сейчас.
В 1957 году вышла книга датского исследователя Пера Нюкрога, в которой давалась социологическая реинтерпретация жанра: фаблио предлагалось считать куртуазным комическим жанром, отражающим мировоззрение и эстетику аристократических кругов.

## Авторы
Фаблио преимущественно анонимны; некоторые авторы их известны лишь по имени, об очень немногих известно ещё что-либо. Наиболее известны Рютбеф, Филипп де Бомануар, Анри д'Андели, Гюон-король, Готье Длинный. Долгое время фаблио, безусловно ошибочно, считали «классовым» жанром («народным» или, наоборот, «иронически-аристократическим»). Авторы фаблио — в тех редких случаях, когда их удалось установить, — от Жана Боделя до Ватрике из Кувена, были людьми социально мобильными, и, судя по остальному их творчеству, «фаблио» для них были лишь одной из возможных словесных форм.

## Поэтика
Фаблио написаны восьмисложником с парными рифмами, без разбивки на строфы, то есть по правилам «исторической» формы, сложившейся в середине XII века (по тем же правилам написаны почти все рыцарские романы, лэ, басни, «Чудеса Богоматери», стихотворные хроники и жития святых, бестиарии, аллегорические поэмы, «Роман о Лисе», диалоги и «прения», несколько позже — фарсы). Единичные исключения — самые ранние, например «Ришё», а также «Священник в ларе для сала», или «Бочонок», сохранившийся в поздней рукописи (1350). Фаблио невелики по размеру, наиболее типичны произведения в 200—500 строк; самое длинное фаблио — это «Трюбер» (почти 3000 строк), который может рассматриваться как своеобразный плутовской роман, построенный как связная цепь отдельных фаблио.
Фаблио свойственны быстрота действия и живость диалогов. Общий характер фаблио чисто натуралистический; натурализм проявляется как в выборе сюжетов, в основном заимствованных из окружающей повседневной мещанской действительности, так и в способе изображения. Как привходящие элементы являются сатира и нравоучение. Сатирический элемент здесь ещё в зачаточной форме шутки или насмешки и крайне редко обусловливается сознательным намерением автора осмеять ту или иную сторону жизни какого-нибудь сословия.
В фаблио присутствует один постоянный элемент, по-видимому, воспринимавшийся как её неотъемлемое свойство: поучение, «мораль». «Мораль» интегрируется в тему — в двух третях текстов эксплицитно, в остальных имплицитно либо с помощью поговорки и даже забавного замечания. Иногда связь между темой и «моралью» специально оговаривается: рассказ служит иллюстрацией пословицы; в других случаях на ней строится иронический эффект. Мораль входит в структуру повествования. Она интегрируется в рассказ двояко: извне, через посредство культуры; и изнутри, по образцу exempla.

## Сюжеты
Сюжеты фаблио сводятся в огромном большинстве случаев к изображению любовных приключений жён буржуа или вилланов с деревенскими священниками или бродячими клириками, причём муж оказывается чаще всего одураченным. Иногда страдающим лицом является кюре, жестоко наказываемый ревнивым мужем. Другая часть фаблио посвящена описанию, а нередко — и восхвалению разных более или менее остроумных проделок, направленных к достижению той или другой цели, например плутовских уловок (Trois larrons, Du plaid qui conquist paradis par plaid). Некоторые из фаблио рисуют нам с той или иной стороны (в основном комической) представителей различных сословий, чаще всего священников, затем вилланов и буржуа, реже всего представителей рыцарства и чиновного мира. В нескольких фаблио являются на сцену апостолы и вообще святые и даже сам Бог, причём эти высшие существа третируются в фаблио в том же фамильярно-комическом тоне, без всякой особой почтительности (St.-Pierre et Jongleur, Quatre souhaits de St.-Martin и др.).

## Значение
Этот вид литературы имеет большое значение. Светский дух, которым проникнуты все фаблио, пробудившийся в них интерес к миру действительному, обыденному, представляет громадный шаг вперёд по сравнению со средневековым аскетическим идеалом. Важно и преклонение перед умом, хотя бы и в виде плутовства. Наконец, авторы многих из фаблио выступают в качестве защитников угнетенного сословия вилланов против угнетателей — рыцарей, духовенства и королевских чиновников, отстаивая права личности и осуждая сословные предрассудки (Constant du Hamel). Эти черты делают из авторов фаблио, наряду с авторами романа Розы и романа о лисе, предшественников эпохи Возрождения.
Сюжеты многих из фаблио были разработаны впоследствии Боккаччо в новеллах «Декамерона». Благодаря мастерскому изложению и изящному стилю Боккаччо сумел придать фаблио художественность, преобразовав площадной цинизм.
В духе фаблио написаны немецкие шванки, позднее — изящные по форме рассказы в стихах Лафонтена и прозаические «Contes drôlatiques» Бальзака. Фабула одного из фаблио, «Du vilain mire», послужила канвой для комедии Мольера «Le médecin malgré lui».
На русский язык фаблио переводили Илья Эренбург, Софья Вышеславцева, Валентина Дынник.

## Издания
- Фаблио: Старофранцузские новеллы /Пер. со старофр. С. Вышеславцевой и В. Дынник. М., 1971.